# معركة الوجبة
معركة الوجبة هي معركة وقعت في 25 مارس 1893 بين حاكم قطر الشيخ جاسم بن محمد آل ثاني، ووالي البصرة محمد حافظ باشا في قلعة الوجبة في قطر، انتهت المعركة بانتصار قوات حاكم قطر وعزل والي البصرة.
يقول لوريمر في دليل الخليج (القسم التاريخي، ج3، ص 1248): وفي ليلة 25 مارس، وبعد أن قام الوالي العثماني باحتجاز أحمد شقيق الشيخ جاسم، و12 من أعيان الدوحة، تحركت القوات التركية لتباغت الشيخ جاسم في الوجبة، لكنها فشلت، وتجمع العرب (أهل قطر) وهاجموا القوات التركية فهزموها وشتتوا أفرادها، وكان معظم القتال الذي دار في منطقة مسيمير على بعد سبعة أميال جنوبي الدوحة، ومن هذا المكان يبدو أن القوات التركية حاولت أن تطوق الوجبة، أو أنها وجدت هناك طريقًا مناسبًا للانسحاب فعادت بعد أن تكبدت خسائر كثيرة متراجعة إلى حصن الدوحة، وقامت السفينة الحربية التركية «ميريخ» بإطلاق نيرانها لتغطية هذا الانسحاب.
فرجع حافظ باشا يجر وراءه أذيال الخيبة والفشل فلما بلغ السلطان العثماني الفشل الذريع الذي لحق بالقوات التركية أعلن أن ماقام به القائد التركي كان تصرفا شخصيا من قبله وأصدر فرمانا بعزله وأوعز إلى والي البصرة حمدي باشا بأن يرسل وفدا من أعيان البصرة برئاسة سعيد النقيب لترضية الشيخ جاسم فوافق على ذلك. وقد جرت مفاوضات مع الشيخ جاسم تنازل بمقتضاها عن ميناء الزبارة للأتراك، فلم يقبل الإنجليز ذلك، وبعثوا بالمقيم البريطاني في الخليج إلى الزبارة على رأس إسطول حربي في سبتمبر 1895م فقصفها واحتجز السفن الراسية هناك.